# Une belle fin de journée

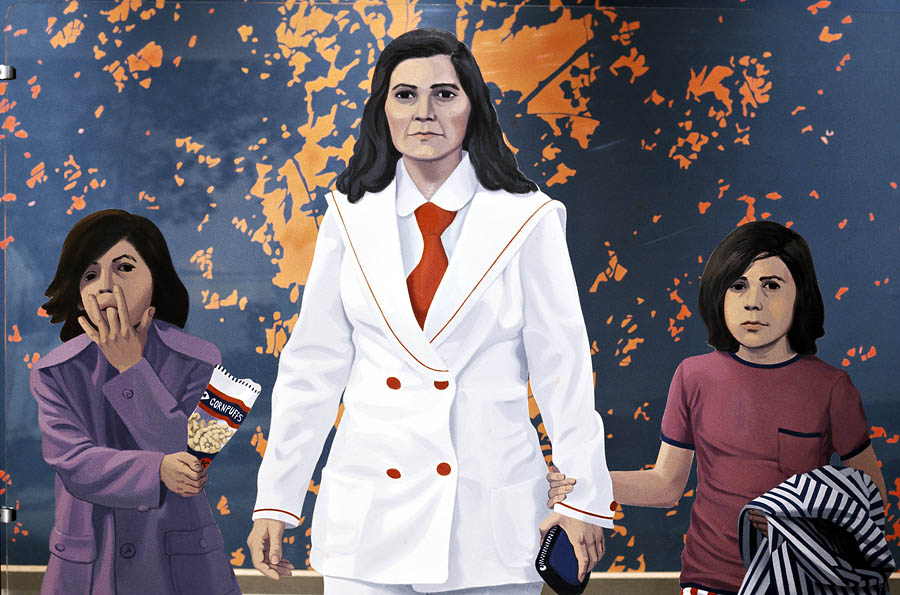
Une belle fin de journée d'Edmund Alleyn (1973-1974).

Une belle fin de journée est une exposition présentant une série d'œuvres sur plexiglas du peintre irlando-québécois Edmund Alleyn. Après un long séjour en France, cette œuvre hyper-réaliste marque le retour au Québec d'Edmund Alleyn. 
Une belle fin de journée a été exposée à l'automne 1974, au Musée du Québec, au Musée d'art contemporain de Montréal, au Winnipeg Art Gallery, au Vancouver Art Gallery et au Oshawa Art Gallery.